# Autoart
AutoArt is een modelautofabrikant, onderdeel van Gateway Global. Naast modelauto's maakt het ook auto-onderdelen. Het is opgericht in 1998.
AutoArt maakt modelauto's in 1:12, 1:18, 1:43 en 1:64. Ook maakt het auto's voor slotracing en afstand bestuurbare auto's. Het wordt in de verzamelwereld gezien als een van de beste makers van miniatuurauto's en wordt gewaardeerd om zijn exactheid. Autoart maakt ook auto's voor het Australische Biante.

## 1:12 modellen
In de schaal 1:12 maakt AutoArt modelauto's van verschillende fabrikanten. Enkele voorbeelden:
- Lamborghini Murcielago
- Jaguar D-type
- Mercedes-Benz CLK GTR.
- Bugatti 16.4 Veyron

## 1:18 modellen
Ook in de schaal 1:18 maakt AutoArt modelauto's van verschillende fabrikanten. Enkele voorbeelden:
- Subaru Impreza WRX STi
- Alfa Romeo 1750 GTV
- Austin Healey 3000 MKI

Ook maakt het auto's na uit films, zoals James Bond. Enkele voorbeelden:
- Aston Martin DB5 van James Bond
- Lotus Esprit van James Bond

## 1:43 modellen
AutoArt is ook actief in 1:43. Voorbeelden zijn:

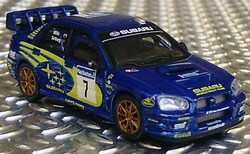
Subaru Impreza WRC 2003

- Jaguar E-type
- Lamborghini Murcielago
- Maybach 57 SWB

## 1:64 modellen
Voorbeelden van AutoArt modellen in 1:64 zijn:
- Mitsubishi Lancer EVO VII
- Lamborghini Murcielago
- Honda S2000

Abrex ·
Action ·
Agat ·
AHC Models ·
Amalgam ·
AWM ·
Apek ·
Artitec ·
Aurometal ·
Autoart ·
B-A-C ·
Bandai ·
Barlux ·
Best box ·
Bburago ·
BGM ·
Biante ·
Blue Box ·
Brami ·
Brekina ·
Britains ·
Buby ·
Budgie ·
Bymo ·
Cararama ·
Carex ·
Carisma ·
Carson ·
Charbens ·
Champion ·
CM's ·
Compact Specials Europe ·
Conrad ·
Corgi ·
Darda ·
DeAgostini ·
De Backer ·
Diamond Label ·
Dinky Toys ·
Doorkey ·
Edocar ·
Efsi ·
Eko ·
Elekon ·
Eligor ·
Ellas ·
ERTL ·
Espewe ·
Estetyka ·
Exoto ·
Faller ·
Galgo ·
Gama ·
Gasquy ·
Gisima ·
GMP ·
Greenlight ·
Grell ·
Guiloy ·
Guisval ·
Hasegawa ·
Herpa ·
Highspeed ·
Holland Oto ·
Hongwell ·
Hot Wheels ·
Husky ·
Igra ·
Italeri ·
J.M.K. ·
Jada Toys ·
Joal ·
Johnny Lightning ·
Jouef ·
Joy city ·
Kaden ·
KEES ·
Kenner ·
Kentoys ·
Konami ·
KOVAP ·
Kyosho ·
LEGO ·
Lesney ·
Limocars ·
Lion Toys ·
Lledo ·
Lone Star ·
Maisto ·
Majorette ·
Märklin ·
Marx ·
Matchbox ·
Mebetoys ·
Mercury ·
Metchy ·
Miho ·
Miniauto ·
MiniChamps ·
Mira ·
Monogram ·
Monti System ·
Morestone ·
MotorMax ·
Muky ·
Neo Scale Models ·
New Ray ·
Norev ·
Norscot ·
Novoexport ·
NZG ·
Onyx ·
Oxford Diecast ·
Permot ·
Pilen ·
Pioneer ·
Plasticart ·
Playart ·
Pocher ·
Poliguri ·
Polistil ·
Politoys ·
Portegies ·
Premium Classixxs ·
Racing Champions ·
Radon ·
Rainbow Toys ·
R.A.M.I. ·
Realtoy ·
Real-X ·
Redbox ·
REI ·
Replicars ·
Retro 43 ·
Revell ·
Rietze ·
Rivarossi ·
Road Signature ·
Roco ·
Ros ·
RW Modell ·
Sablon ·
Safir ·
Schabak ·
Schuco ·
SEBA ·
Septoy ·
Shelby Collectables ·
SIKU ·
Směr ·
Solido ·
Spark ·
Speedy ·
Summer ·
Tamiya ·
Tantal ·
Tekno ·
Tematoys ·
Tin Toys ·
Tomica ·
Tonka ·
Tootsietoy ·
Tuf Tots ·
Universal Hobbies ·
Valvoline ·
Vemi ·
Welly ·
Wiking ·
Winner ·
Wörlein ·
WSI ·
X-concepts ·
Yatming ·
Yaxon ·
Yow Modellini ·
Zee toys ·
Zylmex